# Igreja Sion

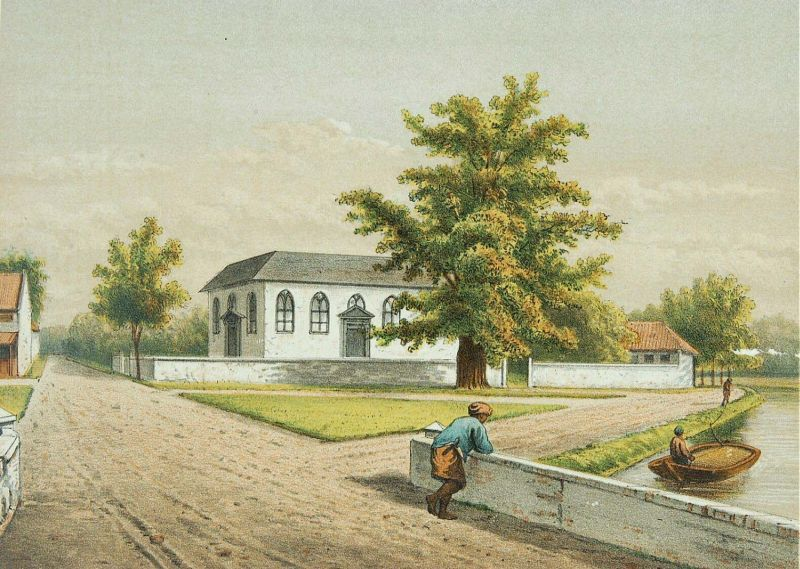
Litografia da igreja de (1883-1889)

A Igreja Sion (em indonésio: Gereja Sion; "Igreja de Sião") é uma igreja histórica situada no centro de Jacarta, a capital da Indonésia, no distrito de Pinangsia,  Taman Sari. Construída em 1695, é a igreja mais antiga ainda de pé em Jacarta.
No passado foi conhecida como De Nieuwe Portugeesche Buitenkerk ("Igreja Portuguesa Nova Exterior"), referindo-se à sua posição no exterior das muralhas da cidade e em oposição à Portugeesche Binnenkerk ("Igreja Portuguesa Interior"). Também foi conhecida como Belkita.

## História
A igreja foi construída fora das anigas muralhas pelos chamados "portugueses negros" — euroasiáticos e nativos capturados nos entrepostos comerciais portugueses da Índia e Malásia que eram levados para Batávia (como se chamava então Jacarta) como escravos. A maior parte desses cativos eram católicos, mas era-lhes concedida a liberdade se aderissem à Igreja Reformada Holandesa. Os convertidos eram conhecidos como mardicas (mardijkers em holandês; "os libertados").
A construção da igreja começou em 1693, tendo sido oficialmente aberta no domingo, 23 de outubro de 1695. Foi financiada conjuntamente pelos portugueses e pelo governo da Companhia Holandesa das Índias Orientais (VOC). O primeiro sermão foi proferido pelo reverendo Theodorus Zas e a ele assistiu o governador geral Willem van Outhoorn.[carece de fontes?]
Mais tarde, a igreja passou a chamar-se "Igreja Portuguesa", um nome que foi proibido durante a ocupação japonesa na Segunda Guerra Mundial, em 1942. A igreja esteve então fechada durante dois anos e o exército japonês tinha planos para trasnformá-la num columbário para soldados mortos.
Depois do fim da guerra, o governo holandês transferiu a posse da igreja para as Igrejas Protestantes da Indonésia Ocidental (em indonésio: Gereja-gereja Protestan di Indonesia; GPIB).[carece de fontes?] Durante o sínodo de 1957 da GPIB, o nome oficial da igreja foi mudado para Congregação GPIB de Sião (GPIB Jemaat Sion) e desde então que a igreja é conhecida como Gereja Sion.
O edifício foi restaurado em 1920 e 1978; está protegido por lei da administração local de Jacarta.

## Arquitetura
A igreja mede 24 por 32 metros e ocupa 6 725 m². Na fachada traseira foi construída uma extensão com 6 por 18 metros. Foi construída sobre fundações com 10 000 troncos de maderia. Foi desenhada pelo arquiteto E. Ewout Verhagen de Roterdão. As paredes são de tijolos colados com uma mistura de areia e açúcar à prova de calor.
O edifício é carateristicamente holandês, com a fachada simples e janelas com cúpula. No interior há candeeiros de cobre, um púlpito de ébano em estilo barroco e um órgão de aspeto original. O mobiliário foi fabricado por artesãos da ilha Formosa. O órgão foi doado pela filha do reverendo João Maurits Moor.
Só em 1790 foram enterrados 2 381 pessoas no cemitério anexo, mas atualmente há poucas sepulturas. Uma delas é a do governador geral Hendrick Zwaardecroon, morto em 1728, que tem  lápide funerária em bronze.